# El Vergel, Gómez Palacio
El Vergel är en ort i Mexiko.   Den ligger i kommunen Gómez Palacio och delstaten Durango, i den centrala delen av landet, 800 km nordväst om huvudstaden Mexico City. El Vergel ligger 1 125 meter över havet och antalet invånare är 2 257.
Terrängen runt El Vergel är platt. Runt El Vergel är det tätbefolkat, med 427 invånare per kvadratkilometer. Närmaste större samhälle är Gómez Palacio, 8,2 km söder om El Vergel. Omgivningarna runt El Vergel är i huvudsak ett öppet busklandskap.